# Gay

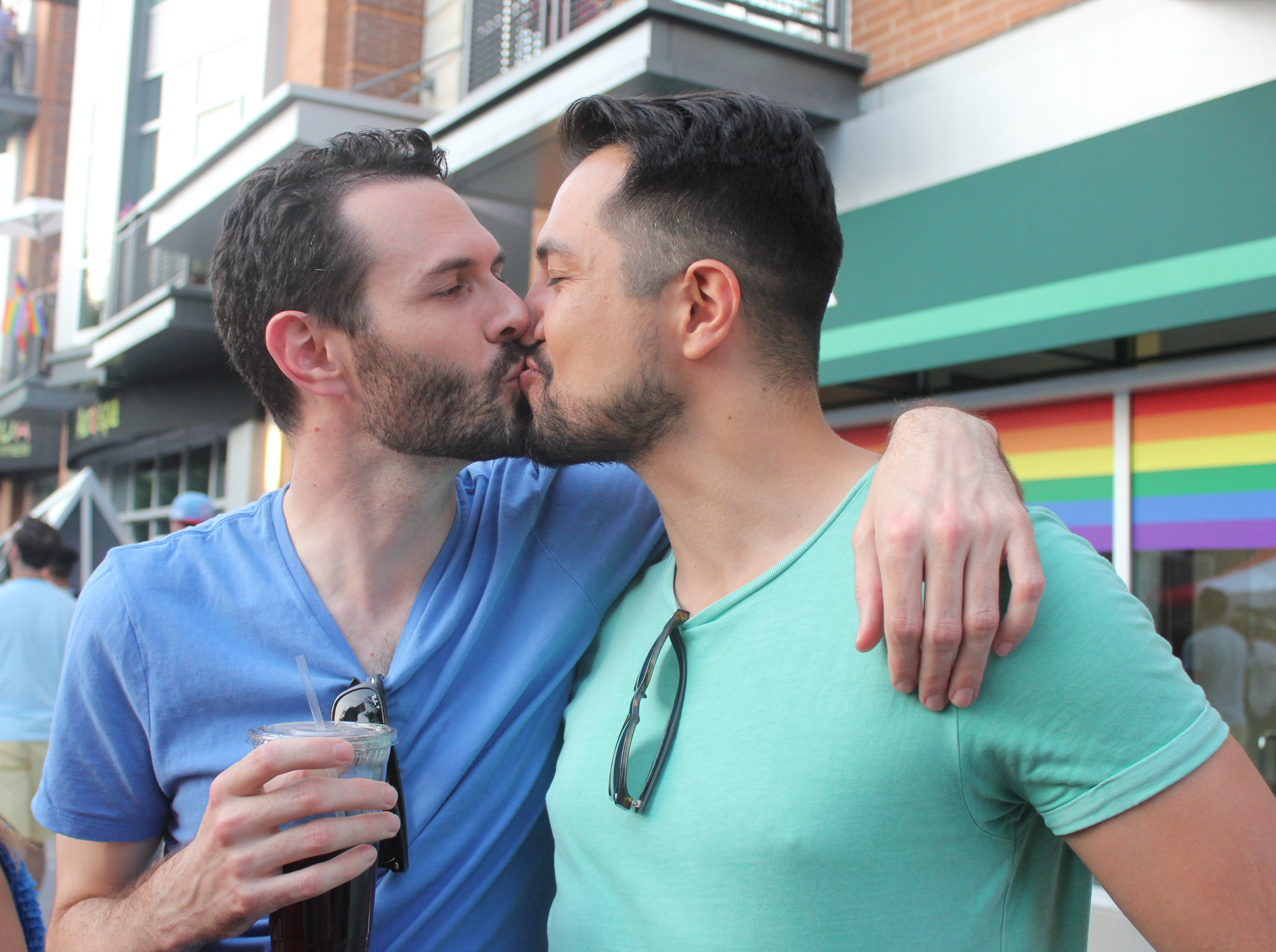
Dos hombres besándose

La palabra gay (sustantivo o adjetivo; plural: gais) es una manera de designar a las personas homosexuales masculinas, es decir, a aquellos hombres a los que los atraen sexual y emocionalmente otros hombres.
La principal diferencia entre las denominaciones «hombre homosexual» y «gay» (que hasta la década de 1970 significaba ‘alegre’ o ‘divertido’ en inglés) es que este último es un término positivo, importado del inglés y elegido originalmente por la comunidad gay de San Francisco (California, Estados Unidos) para referirse a sí mismos, mientras que «homosexual» es un neologismo, que originalmente en inglés tenía connotaciones negativas relacionadas con una patología, enfermedad o tara. Fue acuñado en 1869 por el escritor austriaco Karl-Maria Kertbeny y popularizado más tarde por el psiquiatra alemán Krafft-Ebing.
En países hispanohablantes, gay se refiere exclusivamente al género masculino (por lo tanto, no se aplica a las mujeres lesbianas ni a las mujeres transgénero o transexuales). El transformismo, el travestismo, y ser transgénero o transexual, son fenómenos independientes (entre sí y con los gais), que pueden estar relacionados o no; por ejemplo, un hombre trans puede ser tanto gay como heterosexual y un hombre que no es gay puede ser travesti o transformista.

## Historia
Varios estudios sostienen que los términos "homosexual" y "gay" son problemáticos cuando se aplican a los hombres en las culturas antiguas ya que, por ejemplo, ni los griegos ni los romanos poseían ninguna palabra que cubriera el mismo rango semántico que el concepto moderno de "homosexualidad". Además, existían diversas prácticas sexuales que variaban en aceptación según el tiempo y el lugar. Otros estudios sostienen que existen similitudes significativas entre los homosexuales masculinos antiguos y los modernos.
En las culturas influenciadas por las religiones abrahámicas, la ley y la iglesia establecieron la sodomía como una transgresión contra la ley divina o un crimen contra la naturaleza. Sin embargo, la condena del sexo anal entre varones es anterior a la creencia cristiana. A lo largo de la mayor parte de la historia cristiana, la mayoría de teólogos y denominaciones cristianas han considerado el comportamiento homosexual como inmoral o pecaminoso.  A muchas figuras históricas, incluidos Sócrates, Lord Byron, Eduardo II y Adriano, se les han aplicado términos como gay o bisexual. Algunos estudiosos, como Michel Foucault, han considerado que esto supone el riesgo de introducir de forma anacrónica una construcción contemporánea de la sexualidad ajena a su época, aunque otros estudiosos lo cuestionan. though other scholars challenge this.

## Etimología

### Procedencia lingüística

El triángulo rosa, uno de los símbolos homosexuales masculinos (gay)

El término «gay» es un anglicismo o préstamo de origen occitano y no del idioma inglés, como popularmente se cree; ya que en realidad lo del derivado del inglés, hace alusión a la homosexualidad asumida. Este término fue incluido en la vigesimosegunda edición del Diccionario de la Real Academia Española (DRAE), edición de 2001. Proviene del vocablo provenzal «gai» (en castellano ‘gayo’, como en La gaya ciencia) y significa ‘alegre’ o ‘pícaro’. Con tal sentido lo utiliza el poeta Antonio Machado en el poema «Retrato» que publicó en 1906 en el periódico El Liberal y que luego apareció en su libro Campos de Castilla, donde habla del «gay trinar» para indicar que él no era un ave de esas que cantan alegremente.
En la Inglaterra victoriana, el término «gay» se aplicaba a los hombres que ejercían la prostitución homosexual, por el modo alegre en que vivían y la forma en que se vestían. Finalmente, el término «gay boy» (literalmente «chico alegre», «prostituto» o «taxi boy») se convirtió en sinónimo de homosexual dentro de la lengua inglesa.
En el cine, la primera película que usó este término fue Bringing Up Baby, de 1938, con Cary Grant.

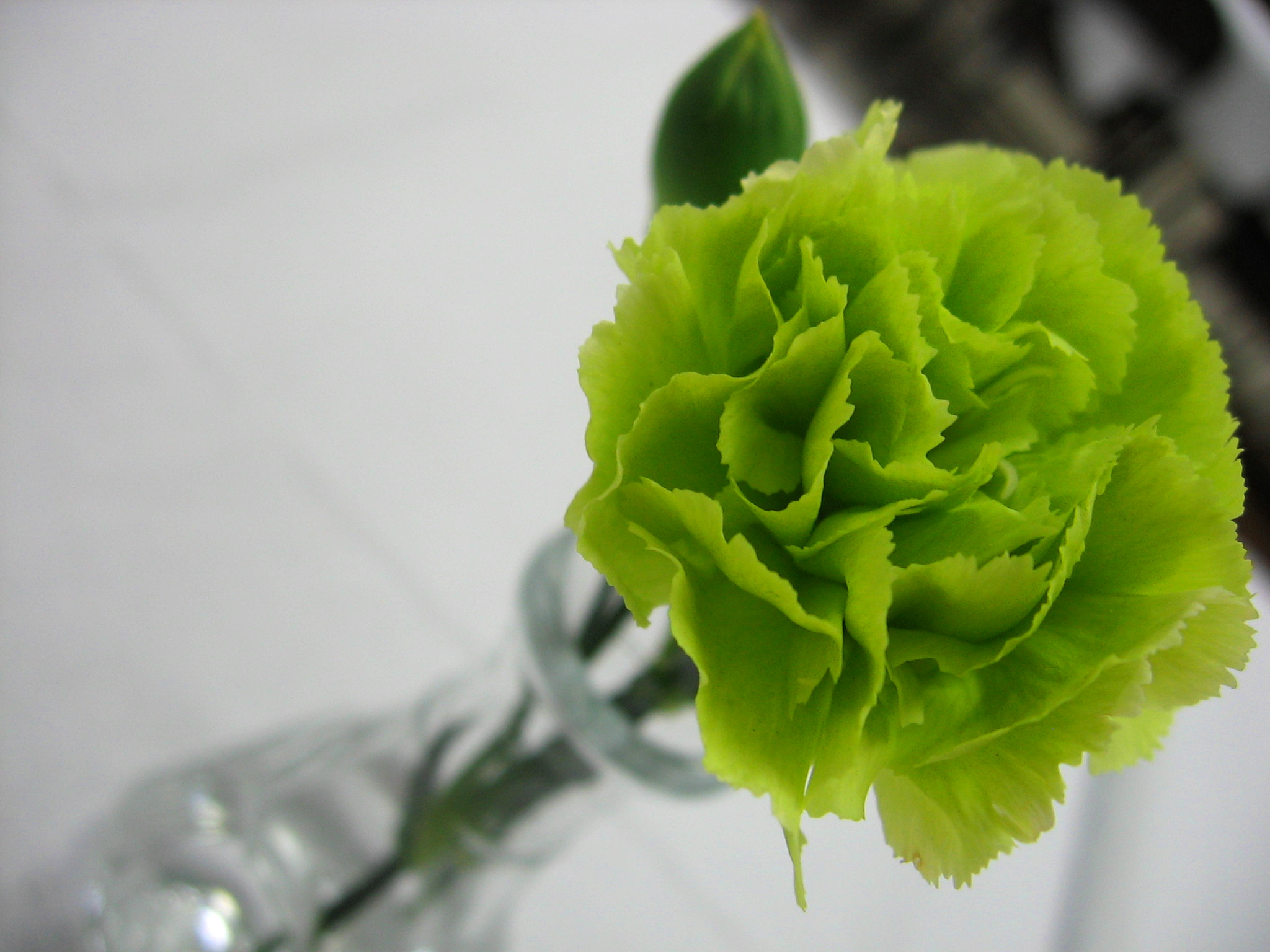
Clavel verde, flor de la homosexualidad masculina

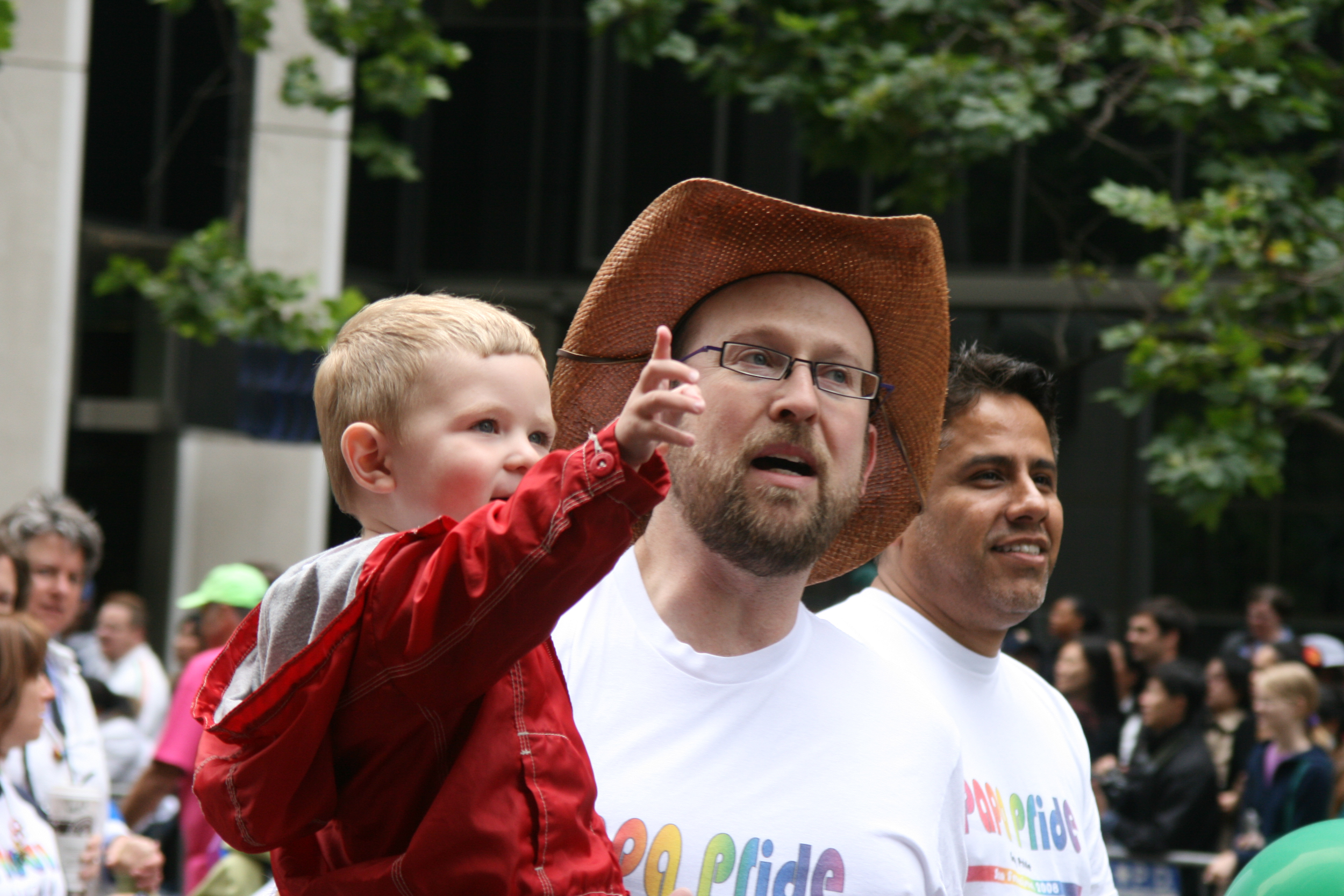
Matrimonio gay con hijo adoptivo

### ¿Gay u homosexual?

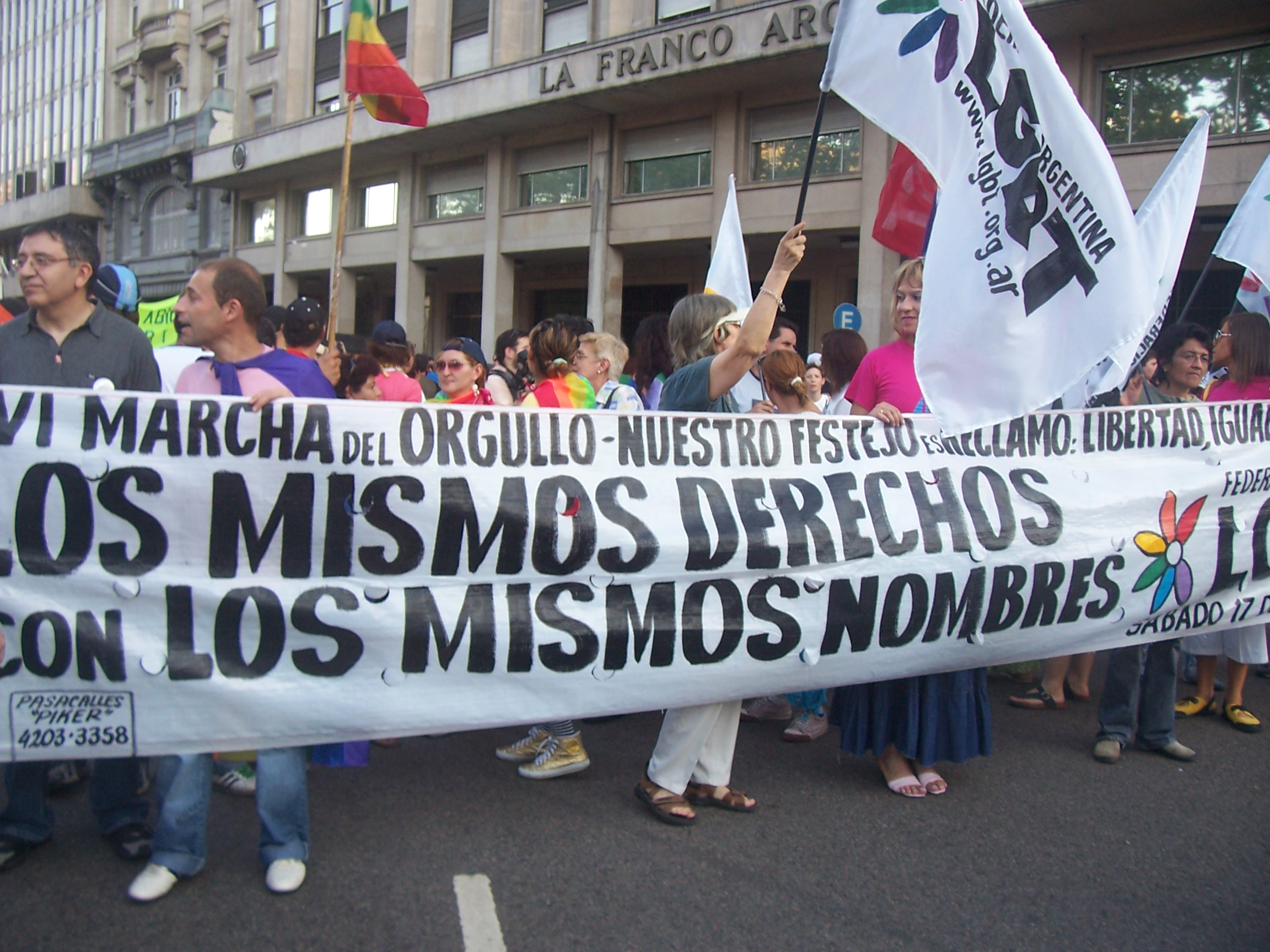
Marcha del Día del Orgullo Gay en Buenos Aires, Argentina, en el año 2007.

Gran parte de las asociaciones gais hispanohablantes, se decantaron hace tiempo por el uso del término «gay», frente a homosexual, optando por difundir su uso e incluyéndolo en sus nombres, tal como hacen COGAM (colectivo de lesbianas, gais, transexuales y bisexuales de Madrid) y FELGTB (federación estatal de lesbianas, gais, transexuales y bisexuales) de España, reflejando así la predilección por este término de sus asociados. De manera similar, las páginas web y medios de comunicación especializados en el colectivo usan preferentemente «gay», aunque hay otras asociaciones como la CHA (Comunidad Homosexual Argentina) de Argentina o el Movimiento de Liberación Homosexual MOVILH de Chile que optan por el otro término.